# Catedral del Sagrado Corazón (Lomé)
La Catedral del Sagrado Corazón  (en francés: Cathédrale du Sacré-Cœur) es la iglesia madre de la archidiócesis de Lomé (desde el 14 de septiembre de 1955), uno de los siete distritos eclesiásticos católicos de la República africana de Togo. Construida en poco más de un año (de abril 1901 a septiembre de 1902) por las autoridades coloniales alemanas, entonces se convirtió en uno de los edificios emblemáticos de la nueva capital de Togo.
Los primeros misioneros católicos se establecieron en Lomé en 1892. El 21 de septiembre de 1902, en una ceremonia solemne presidida por el obispo Albert, vicario apostólico de Côte-de-l'Or se realizó la consagración del nuevo santuario, que se convirtió en uno de símbolos del paisaje urbano de plena expansión de la capital de Togo. El 9 de agosto de 1985, el Papa Juan Pablo II celebró la Misa en la catedral.